# Michail II di Tver'
Michail Aleksandrovič Trevskaja o Michail II di Tver' (in russo Михаил Александрович (Pskov, 1333 – Tver', 26 agosto 1399) fu Gran Principe di Tver' dal 1368 alla sua morte e, per breve tempo, dal 1371 al 1375, detenne anche il titolo di Gran Principe di Vladimir.
Fu uno dei due soli principi di Tver' a detenere il titolo appena citato dopo il 1317 (l'altro era suo padre, Aleksandr), di competenza quasi esclusiva dei principi moscoviti.

## Biografia

### Dalla nascita alla nomina di principe di Tver'
Michail Alexandrovič era il terzo figlio di Aleksandr Mikhailovič di Tver': nacque e crebbe a Pskov, dove suo padre era fuggito dopo la rivolta di Tver' del 1327. Fu battezzato dall'arcivescovo di Novgorod, Basilio Kalika, nel 1333. Cinque anni più tardi, lui e sua madre furono richiamati a Tver' quando Aleksandr tornò in città. Nel 1341 si recò a Novgorod, dove l'arcivescovo Basilio gli insegnò a leggere e scrivere studiando le Sacre Scritture. Nel 1366, con l'aiuto di suo cognato Algirdas, granduca di Lituania, il quale aveva sposato Uliana, assunse il titolo di principe di Tver'.

### Alleato della Lituania contro la Moscovia
Michail Alexandrovič fu tra gli ultimi principi a minacciare seriamente la Moscovia per la lotta relativa alla carica di Gran Principe di Vladimir, sperando di sottomettere Mosca rivolgendosi nuovamente in cerca di aiuto ad Algirdas di Lituania. Nel 1371, riuscì a ottenere lo jarlyk (ovvero una concessione, un'autorizzazione ufficiale a governare) come Gran Principe di Vladimir dal khan dell'Orda d'Oro, e fu accettato come Principe di Novgorod, un importante centro economico per qualsiasi principe russo.
Nel 1372, anno in cui Algirdas decise di dirigersi a Mosca per una terza volta, i lituani furono bloccati a Ljubutsk, dove fu firmata un'intesa che pose fine al conflitto tra lituani e moscoviti. Algirdas accettò di abbandonare i piani di promozione di Michail, ponendo così fine all'assistenza della Lituania riservata a Tver'.
Per Michail Alexandrovič Trevskaja la guerra con Mosca non si era affatto conclusa. Riguadagnato uno jarlyk per amministrare Vladimir, si mosse in maniera tale da porsi a capo della città. Tuttavia, prima che potesse provarci, Demetrio del Don aveva già radunato e diretto un grande numero di uomini ad assediare Tver'. Demetrio godeva del sostegno di molti duchi russi, tra cui Svyatoslav II di Smolensk che combatté per Michail nel 1370 (i lituani si vendicarono per tale cambio di partito razziando Smolensk nell'autunno del 1375). Essendo la forza dei suoi nemici soverchiante e non godendo del sostegno dei suoi vecchi alleati, il 3 settembre 1375, Michail accettò di riconoscere Demetrio come fratello maggiore e abbandonò lo status indipendente e le relazioni con Vilnius o l'Orda d'Oro. Così, nonostante Michail mantenne il suo titolo, il Principato di Tver' divenne subordinato a Mosca. Il khan Mamaj incendiò Novosil' per vendetta considerandolo un traditore, ma era troppo tardi per mutare la situazione.
Michail morì il 26 agosto 1399 a Tver'.

## Ascendenza
|                       |                    |                       | Genitori                |  |  | Nonni |  |  | Bisnonni                 |  |  | Trisnonni               |  |
|                       |                    |                       |                         |  |  |       |  |  | Jaroslav III di Vladimir |  |  | Jaroslav II di Vladimir |  |
|                       |                    |                       |                         |  |  |       |  |  | Jaroslav III di Vladimir |  |  | Jaroslav II di Vladimir |  |
|                       |                    | Rostislava Mstislavna |                         |  |  |       |  |  | Jaroslav III di Vladimir |  |  |                         |  |
| Michail Jaroslavič    |                    |                       |                         |  |  |       |  |  | Jaroslav III di Vladimir |  |  |                         |  |
|                       |                    | Ksenija               | …                       |  |  |       |  |  |                          |  |  |                         |  |
|                       |                    | Ksenija               | …                       |  |  |       |  |  |                          |  |  |                         |  |
|                       |                    | Ksenija               | …                       |  |  |       |  |  |                          |  |  |                         |  |
| Alessandro I di Tver' |                    | Ksenija               |                         |  |  |       |  |  |                          |  |  |                         |  |
|                       |                    | Dimitrij Borisovič    | Boris Vasilkovič        |  |  |       |  |  |                          |  |  |                         |  |
|                       |                    | Dimitrij Borisovič    | Boris Vasilkovič        |  |  |       |  |  |                          |  |  |                         |  |
|                       |                    | Dimitrij Borisovič    | Marija Jaroslavna Murom |  |  |       |  |  |                          |  |  |                         |  |
| Anna di Kašin         |                    | Dimitrij Borisovič    |                         |  |  |       |  |  |                          |  |  |                         |  |
|                       |                    | …                     | …                       |  |  |       |  |  |                          |  |  |                         |  |
|                       |                    | …                     | …                       |  |  |       |  |  |                          |  |  |                         |  |
|                       |                    | …                     | …                       |  |  |       |  |  |                          |  |  |                         |  |
| Michail II di Tver'   |                    | …                     |                         |  |  |       |  |  |                          |  |  |                         |  |
|                       | Leone I di Galizia | Danilo Romanovič      |                         |  |  |       |  |  |                          |  |  |                         |  |
|                       | Leone I di Galizia | Danilo Romanovič      |                         |  |  |       |  |  |                          |  |  |                         |  |
|                       | Leone I di Galizia | Anna Mstislavna       |                         |  |  |       |  |  |                          |  |  |                         |  |
| Jurij I di Galizia    | Leone I di Galizia |                       |                         |  |  |       |  |  |                          |  |  |                         |  |
|                       |                    | Costanza d'Ungheria   | Béla IV d'Ungheria      |  |  |       |  |  |                          |  |  |                         |  |
|                       |                    | Costanza d'Ungheria   | Béla IV d'Ungheria      |  |  |       |  |  |                          |  |  |                         |  |
|                       |                    | Costanza d'Ungheria   | Maria Lascaris di Nicea |  |  |       |  |  |                          |  |  |                         |  |
| Anastasia di Galizia  |                    | Costanza d'Ungheria   |                         |  |  |       |  |  |                          |  |  |                         |  |
|                       |                    | Casimiro I di Cuiavia | Corrado I di Polonia    |  |  |       |  |  |                          |  |  |                         |  |
|                       |                    | Casimiro I di Cuiavia | Corrado I di Polonia    |  |  |       |  |  |                          |  |  |                         |  |
|                       |                    | Casimiro I di Cuiavia | Agafia di Rus           |  |  |       |  |  |                          |  |  |                         |  |
| Eufemia di Cuiavia    |                    | Casimiro I di Cuiavia |                         |  |  |       |  |  |                          |  |  |                         |  |
|                       |                    | Eufrosina di Opole    | Casimiro I di Opole     |  |  |       |  |  |                          |  |  |                         |  |
|                       |                    | Eufrosina di Opole    | Casimiro I di Opole     |  |  |       |  |  |                          |  |  |                         |  |
|                       |                    | Eufrosina di Opole    | …                       |  |  |       |  |  |                          |  |  |                         |  |
|                       |                    | Eufrosina di Opole    |                         |  |  |       |  |  |                          |  |  |                         |  |